# Weespertrekvaart
De Weespertrekvaart is een trekvaart die de Amstel in Amsterdam verbindt met de Vecht in Weesp.
De trekvaart werd in 1639 aangelegd, waarbij gebruik werd gemaakt van verschillende bestaande waterwegen:
1. de ringvaart van de polder Watergraafsmeer (aangelegd in 1629),
2. de ringvaart van de polder Bijlmermeer (aangelegd in 1626),
3. het riviertje de Gaasp, en
4. het gekanaliseerde riviertje het Smal Weesp.

De oorspronkelijke aansluiting van de Weespertrekvaart lag ter hoogte van het huidige station Amsterdam Amstel. Later is iets zuidelijker een nieuwe aansluiting gemaakt, onder het schiereilandje Omval. Het oorspronkelijke traject liep parallel aan het viaduct dat nu de Spaklerweg met de Overzichtweg verbindt en het fietspad dat in het verlengde daarvan diagonaal over het Amstelplein loopt. Dit fietspad heet nog altijd Weesperzijde, net als het jaagpad dat aan de oostkant van de Weespertrekvaart ligt. Aan de westkant liggen achtereenvolgens langs de trekvaart in Amsterdam het Solitudopad en de Duivendrechtsekade, in Duivendrecht de Molenkade en in Diemen de Venserkade, Prins Hendrikkade en Weesperstraat.
De oorspronkelijke benaming van het jaagpad was het Zandpad. Onderhoud van vaart, Zandpad en schuiten kwam voor gemeenschappelijke rekening van het rijke Amsterdam en het kleine Weesp, dat ter dekking van de kosten enkele tollen mocht uitbaten. Het beheer van dit alles lag in handen van de "Commissarissen van het Zandpad". In 1929 werden de tollen opgeheven.
De noordelijke tak van de vaart werd later afgesloten en slibde langzaam dicht. Langs deze sloot waren tot in de jaren zeventig onder andere de cacaofabriek Blooker en de essencefabriek Masmeijer gevestigd, die wel op deze inmiddels doodlopende sloot loosden. Het water kleurde dan ook al naargelang welk middel de chemische fabriek produceerde/testte. Bij de ontwikkeling van de Omval moest het gehele terrein inclusief sloot afgegraven worden om de verontreinigende stoffen te verwijderen. De bagger uit het oude stuk Weespertrekvaart werd in de Gaasperplas gedumpt. Mensen aldaar werden in het begin misselijk van de chemische stank van het aangevoerde materiaal.
De vaart loopt verder in zuidoostelijke richting langs het industrieterrein Duivendrechtsekade en langs de zuidrand van de wijk Betondorp. Dit gedeelte van de vaart maakt onderdeel uit van de ringvaart van de Watergraafsmeer.
Langs de zuidzijde van de vaart wordt in Overamstel de nieuwe Weespertrekvaartbuurt ontwikkeld op de plaats van bedrijventerreinen.
Bij de Duivendrechtsebrug buigt de vaart naar het noordoosten af om bij Diemen weer naar het zuidoosten te buigen richting de Gaasp en loopt langs de oude kern van Diemen waar de Venserbrug en de Diemerbrug liggen. Via de Gaasp en het Smal Weesp vervolgt de trekvaart zijn weg naar de binnenstad van Weesp. Dit deel van de route wordt nu doorsneden door het Amsterdam-Rijnkanaal.